# パレルモ大学
パレルモ大学（パレルモだいがく、イタリア語: Università degli Studi di Palermo）は、イタリアのパレルモにある大学。1806年に開学された。12の学部が設置されている。

## 歴史
公式の開学は1806年のことだが、1498年に医学や法学がここで教授されたとの記録があることから、ルーツはこのころにさかのぼることができる。少し下って歴史学が加わったほか、16世紀後半以降はイエズス会の神父が神学と哲学の学位を授与するようになった。
1767年にイエズス会は両シチリア王国のフェルディナンド1世から追放されたが、37年後にパレルモに戻ることができた。
1860年のイタリア統一後、化学者のスタニズラオ・カニッツァーロや政治家でアラブ研究の大家ミケーレ・アマーリのもとで近代化が図られ、今日のパレルモ大学の原型が形作られた。学長室を含む大学の主要部分は、1984年にキアラモンテ・ステリ宮殿に移転したが、これはシチリア貴族のキアラモンテ家の邸宅だったもので、1307年築というパレルモでも重要な歴史的建造物である。ステリ宮殿から遠くない場所にある植物園も、かつてはキアラモンテ家の土地だった。
今日では教員2,000人、学生50,000人を数え、あらゆる分野の研究活動が行われている。国際的な研究協力プログラムにも、積極的に参画するようになった。

## 組織
下記の12学部からなる。
- 農学部
- 建築学部
- 芸術・人文学部
- 経済学部
- 教育学部
- 工学部
- 法学部
- 数学・物理学・自然科学部
- 医学部
- 物理学部
- 薬学部
- 政治学部

## 大学関係者

### 卒業生
- ジュゼッペ・アレッシ - 政治家。シチリア州知事などを歴任
- ジュゼッペ・アラヤ - 政治家
- エルネスト・バジーレ - 建築家
- ジョヴァンニ・バッティスタ・フィリッポ・バジーレ - 建築家。エルネストの父
- ジュリア・ボンジョルノ - 政治家。元行政担当相
- パオロ・ボルセリーノ - 裁判官。マフィアに暗殺された
- ジェズアルド・ブファリーノ - 作家
- ディエゴ・カンマラータ - 政治家。元パレルモ市長
- ブルーノ・カルーゾ - 画家、グラフィックデザイナー
- ロッコ・キンニーチ - 裁判官。マフィアに暗殺された
- フランチェスコ・クリスピ - 政治家。首相などを歴任
- サルヴァトーレ・クッファーロ - 政治家。元シチリア州知事
- ジョヴァンニ・ファルコーネ - 裁判官。マフィアに暗殺された
- マリオ・ファジーノ - 政治家。シチリア州知事などを歴任
- パオロ・ジャッコーネ - 法医病理学者。マフィアに暗殺された
- ジョヴァンニ・ジオーラ - 政治家。海運相などを歴任
- ピエトロ・グラッソ - 政治家。元上院議長
- エンリコ・ラ・ロッジャ - 政治家。元地方担当相
- ジュゼッペ・ラ・ロッジャ - 政治家。エンリコの父
- ピーオ・ラ・トッレ - 政治家。マフィアに暗殺された
- サルヴァトーレ・ラウリチェッラ - 政治家。公共事業相などを歴任
- ロザリオ・リヴァティーノ - 裁判官。犯罪組織（スティッダ）に暗殺された
- フィリッポ・マンクーゾ - 政治家。司法相などを歴任
- カロジェーロ・マンニーノ - 政治家。海運相などを歴任
- ベルナルド・マッタレッラ - 政治家。対外貿易相などを歴任
- フランチェスカ・モルヴィッロ - 裁判官。マフィアに暗殺された
- ガエターノ・モスカ - 政治学者
- フランチェスコ・ムゾット - 政治家。元欧州議会議員
- レオルカ・オルランド - 政治家。元パレルモ市長
- ヴィットーリオ・エマヌエーレ・オルランド - 政治家。首相などを歴任
- エットーレ・パラトーレ - ラテン語学者
- エマヌエーレ・パテルノ - 化学者
- ミーノ・ペコレッリ - ジャーナリスト
- ヴァレンティーノ・ピコーネ - コメディアン
- エルダ・プッチ - 政治家。元パレルモ市長
- フランコ・レスティーヴォ - 政治家。内務相などを歴任
- アントニーノ・サエッタ - 裁判官。マフィアに暗殺された
- アメデーオ・ディ・サヴォイア＝アオスタ - 第3代アオスタ公爵
- ピエトロ・スカリオーネ - 裁判官。マフィアに暗殺された
- レナート・スキファーニ - 政治家。シチリア州知事
- エンツォ・セッレリオ - 写真家
- アントニオ・スタラッバ・ディ・ルディーニ - 政治家。首相などを歴任
- カルロ・ヴィッツィーニ - 政治家。文化相などを歴任
- アントニーノ・ズッキーキ - 物理学者

### 教員
- セルジョ・マッタレッラ - 大統領
- エミリオ・セグレ - 物理学者。ノーベル物理学賞受賞（1959年）
- スタニズラオ・カニッツァーロ - 化学者
- ジュゼッペ・ピアッツィ - 天文学者。小惑星ケレスを発見
- ナタリーノ・サペニョ - 文学者
- ガエターノ・ジョルジョ・ジェンメっラーロ - 地質学者
- アントニーノ・サリナス - 考古学者
- ジョアッキーノ・スカドゥート - 政治家

## ギャラリー

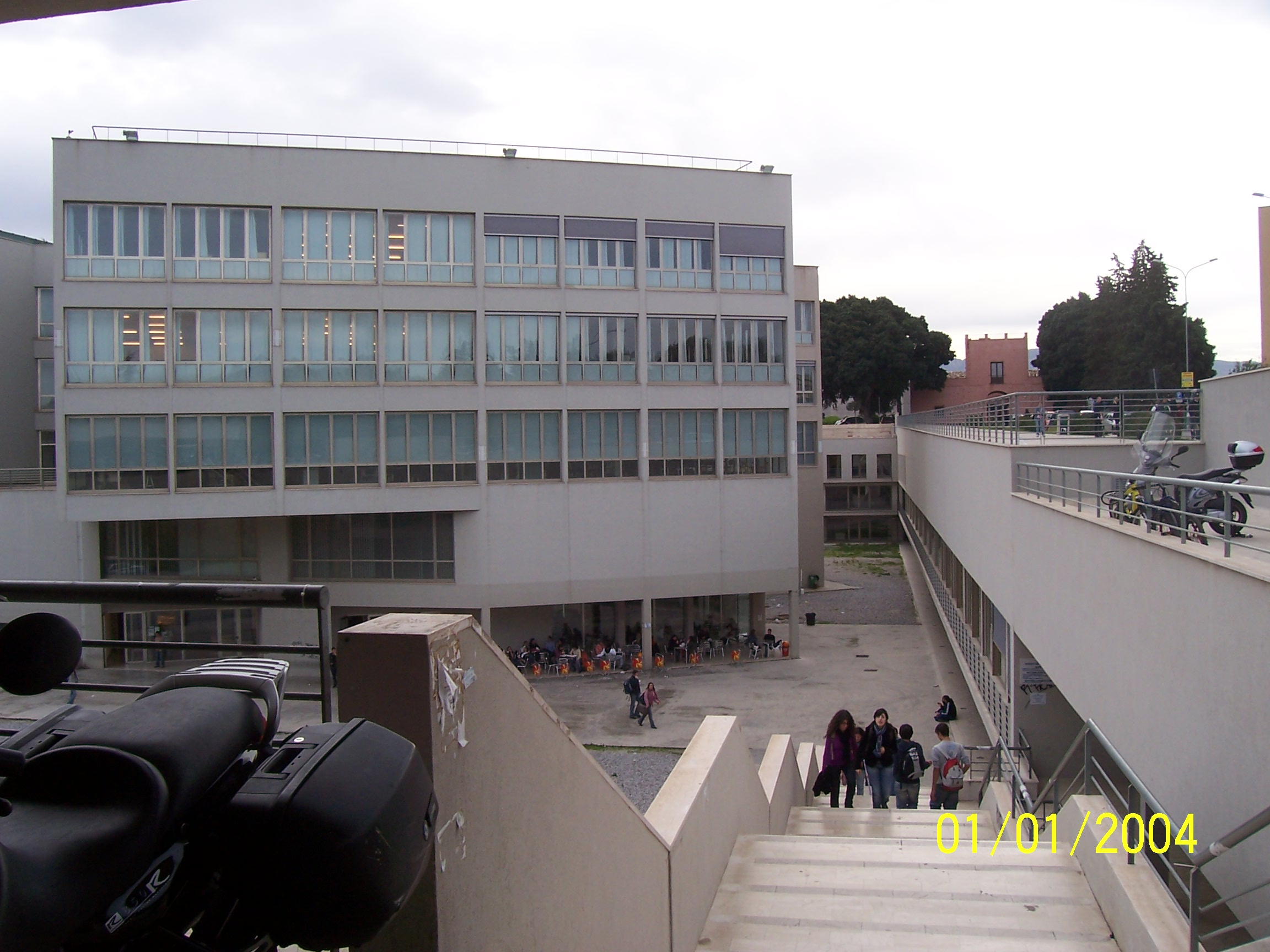
建築学部
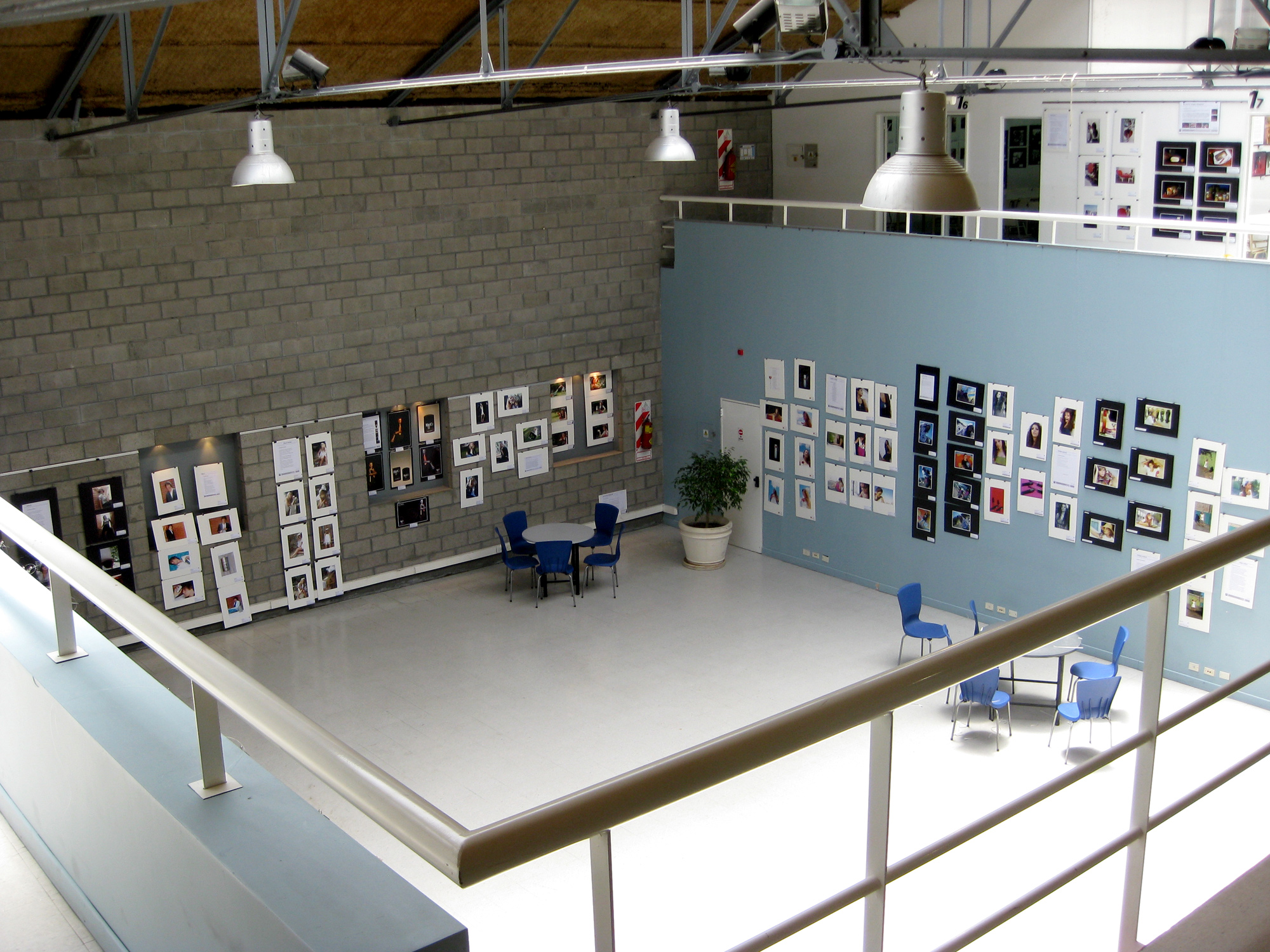
芸術・建築棟の構内
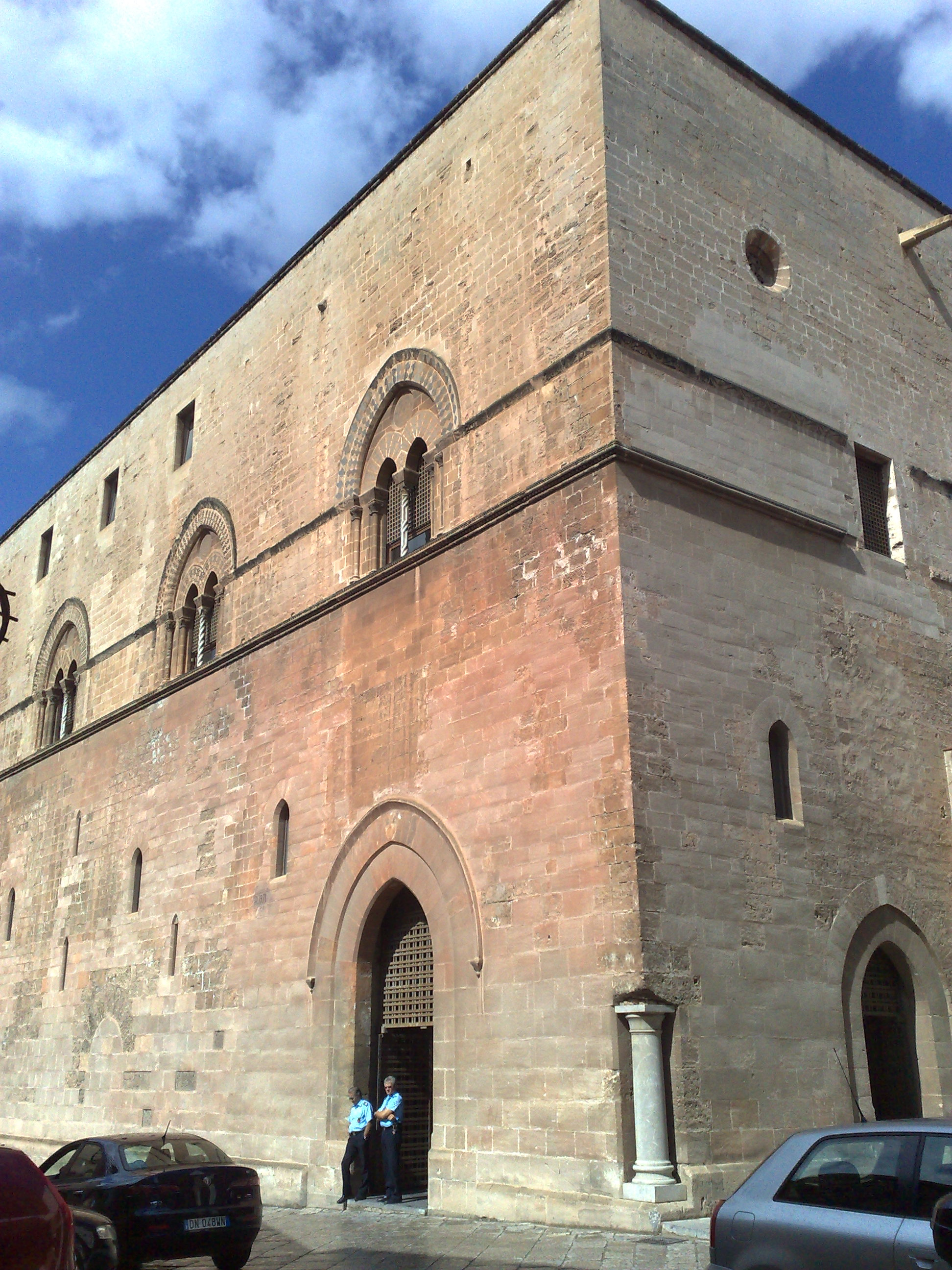
キアラモンテ・ステリ宮殿